# Giornata europea dei Giusti
La Giornata europea dei Giusti (in inglese European day of the Righteous) è una festività proclamata nel 2012 dal Parlamento europeo su proposta di Gariwo la foresta dei Giusti per commemorare coloro che si sono opposti con responsabilità individuale ai crimini contro l'umanità e ai totalitarismi.
Estende il concetto di Giusto elaborato da Yad Vashem grazie all'impegno di Moshe Bejski a tutti i genocidi e i totalitarismi.
Viene celebrata ogni anno il 6 marzo, anniversario della morte di Moshe Bejski.

## Storia

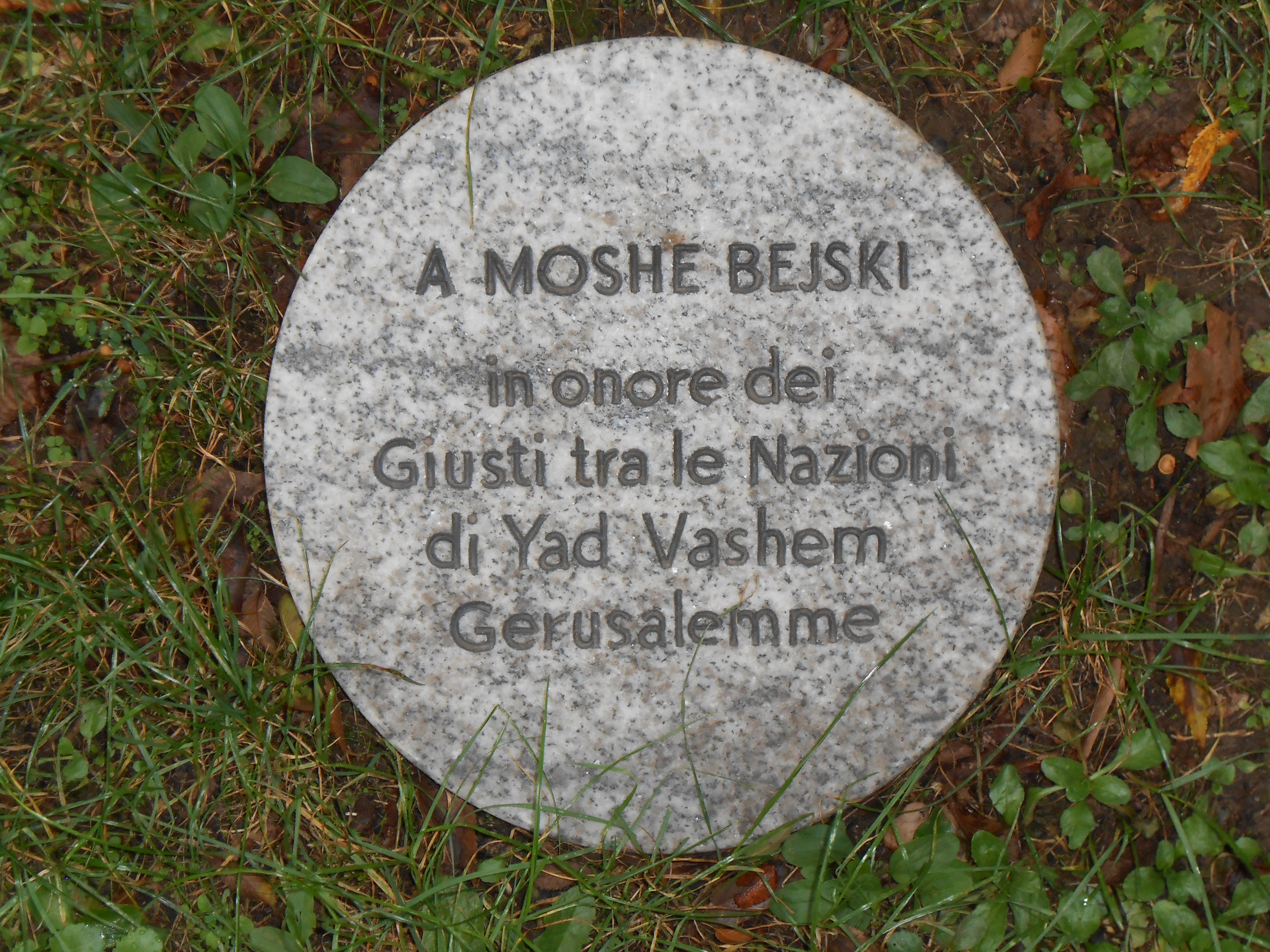
Giardino dei Giusti di tutto il mondo - Milano - Italia- Cippo in onore di Moshe Bejski

L'appello all'Unione europea e al Consiglio d'Europa affinché fosse istituita una giornata dedicata alla memoria dei Giusti è partito da un centinaio di eminenti personalità della cultura italiane, europee e mondiali sotto l'egida dell'associazione senza fini di lucro Gariwo, la foresta dei Giusti. Presto ha ricevuto l'appoggio di importanti istituzioni quali la Presidenza della Repubblica Polacca, la Fondazione Václav Havel, l'associazione guidata da don Luigi Ciotti Libera, numeri e nomi contro le mafie e molte altre realtà autorevoli di tutta Europa. Tra i firmatari più famosi si segnalano Umberto Eco, Dario Fo, Daniel J. Goldhagen e molti altri.
La Dichiarazione Scritta n. 3/2012 è stata presentata il 16 gennaio 2012 dai deputati Gabriele Albertini, Lena Kolarska-Bobinska, Niccolò Rinaldi, David-Maria Sassoli e definisce così le finalità della Giornata europea dei Giusti:
–  visto l'articolo 123 del suo regolamento,
A.  richiamando il grande significato morale del Giardino dei Giusti di Gerusalemme, istituito dal compianto Moshe Bejski per rendere omaggio a coloro che hanno aiutato gli ebrei durante l'Olocausto;
B.  ricordando le istituzioni che hanno onorato le persone che hanno salvato vite umane nel corso di tutti i genocidi e omicidi di massa (come ad esempio quelli di cui sono stati vittime armeni, bosniaci, cambogiani e ruandesi) e degli altri crimini contro l'umanità commessi nel ventesimo e ventunesimo secolo;
C.  rammentando tutti coloro che hanno salvaguardato la dignità umana durante i periodi totalitari del nazismo e del comunismo;
D.  considerando che il ricordo del bene è fondamentale nel processo dell'integrazione europea, perché insegna alle generazioni più giovani che chiunque può decidere di aiutare gli altri esseri umani e di difendere la dignità umana, e che le istituzioni pubbliche hanno il dovere di rimarcare l'esempio rappresentato dalle persone che sono riuscite a proteggere coloro che hanno subito persecuzioni fondate sull'odio;
1.  appoggia l'invito rivolto da eminenti cittadini a istituire la Giornata europea in memoria dei Giusti per commemorare, il 6 marzo, coloro che si sono opposti con responsabilità individuale ai crimini contro l'umanità e ai totalitarismi;
2.  incarica il suo Presidente di trasmettere la presente dichiarazione, con l'indicazione dei nomi dei firmatari, all'Alto rappresentante dell'Unione per gli affari esteri e la politica di sicurezza, alla Commissione, al Consiglio e ai parlamenti degli Stati membri.»
La Giornata europea dei Giusti è stata approvata dal Parlamento europeo il 10 maggio 2012 con 388 firme.

## Celebrazioni
Le attività legate ai Giusti sono supportate a livello internazionale da:
- Gariwo, la foresta dei Giusti,
- il Giardino dei Giusti per gli armeni a Erevan,
- la scrittrice, fondatrice dell'ONG Gariwo Sarajevo,
- l'attivista per il coraggio civile Svetlana Broz che lotta per creare il Giardino dei Giusti di Sarajevo e
- figure come la Giusta e testimone del genocidio rwandese Yolande Mukagasana.

### 2012

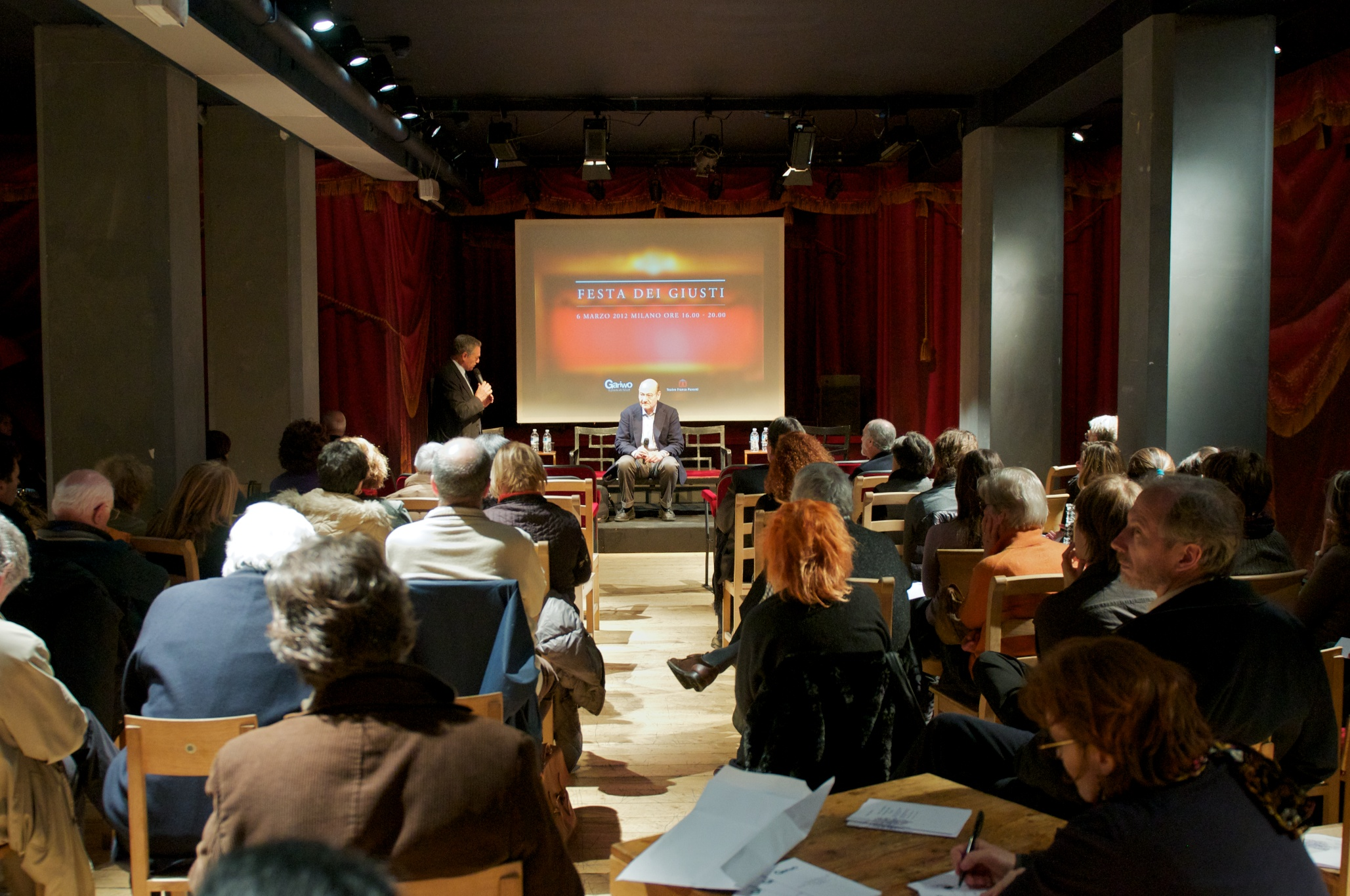
Un momento della Festa dei Giusti al Teatro Parenti di Milano

Per aiutare la raccolta di firme necessarie per l'approvazione della Giornata europea dei Giusti da parte del Parlamento europeo sono stati organizzati tre eventi internazionali:
- L'eredità di Václav Havel, Charta 77 e la Giornata Europea dei Giusti l'8 febbraio 2012 a Praga. Conferenza con ospiti prestigiosi come Milan Horáček, politico ceco-tedesco ed ex eurodeputato, il firmatario di Charta 77 e filosofo Daniel Kroupa, il Chartista Pavel Bratinka. Gabriele Nissim ha presentato per la prima volta in Repubblica Ceca il documentario segreto I giovani dell'antipolitica su Havel e Charta 77 che lui stesso ha girato di nascosto nel 1986 a Praga.[4]
- La Festa dei Giusti il 6 marzo 2012 al Teatro Franco Parenti di Milano. Un pomeriggio in cui i racconti dei testimoni e i contributi di esponenti del mondo della cultura e dell'arte si sono alternati alla proiezione di filmati e documentari e alla lettura di brani dall'ultimo libro di Gabriele Nissim, La Bontà Insensata.[5][6]
- Concerto per i Giusti il 30 marzo 2012 a Varsavia. Nel concerto, al quale hanno fra gli altri assistito l'ambasciatore d'Italia in Polonia Riccardo Guariglia, l'ex dissidente Adam Michnik e l'attrice Maja Komorowska, si sono esibiti il pianista Janusz Olejniczak con musiche di Fryderyk Chopin e Gaetano Liguori.[7]

### 2013

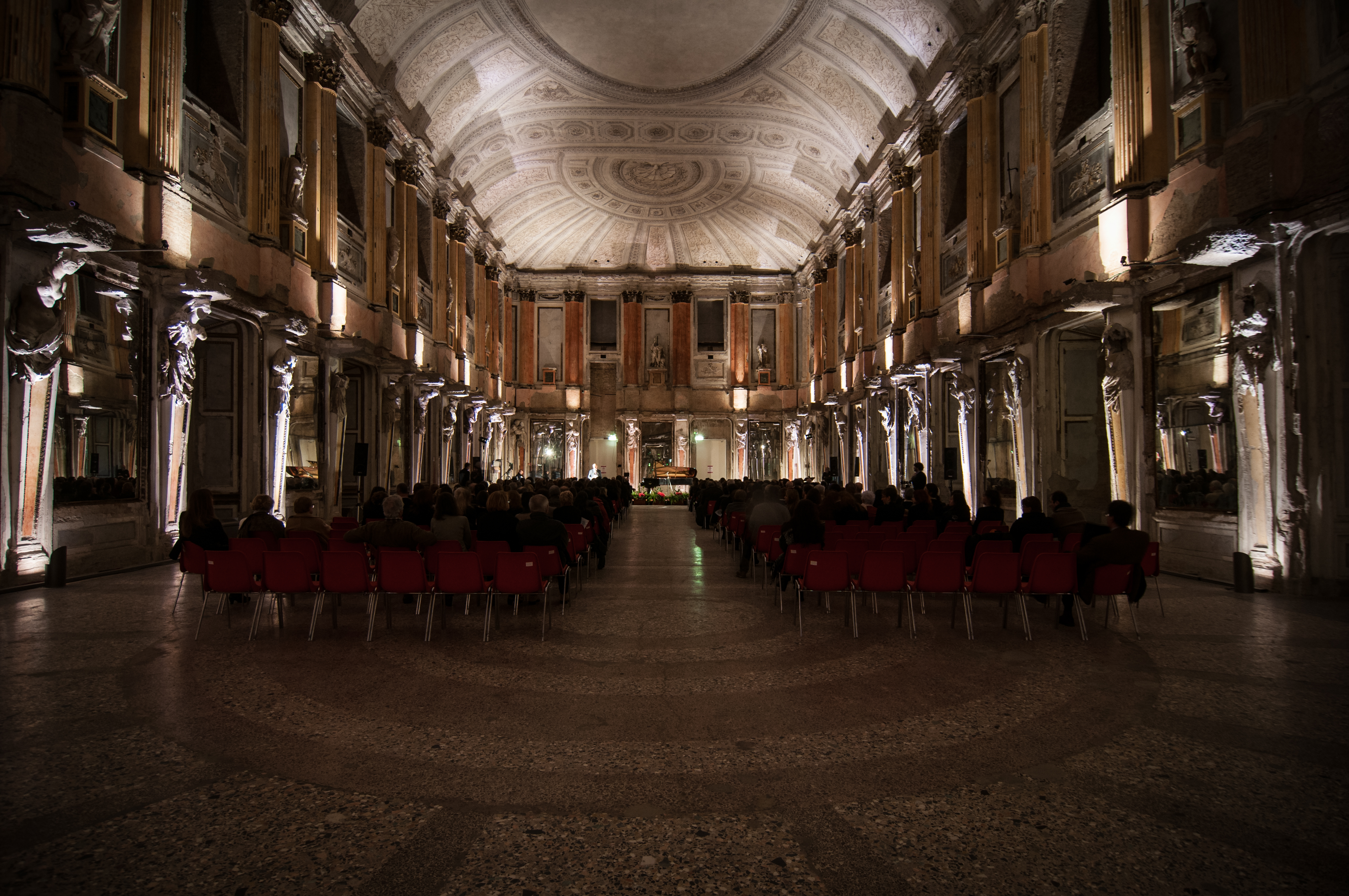
Sala delle Cariatidi di Palazzo Reale a Milano ha ospitato il concerto per la prima Giornata europea dei Giusti

Milano, capofila delle iniziative per la prima Giornata europea dei Giusti, ispira l'Europa e dà il via alle celebrazioni di Bruxelles, Varsavia, Praga, Sarajevo e San Pietroburgo.
Il 6 marzo 2013, sono state stabilite in Italia ed in Europa diverse manifestazioni.

### 2014
Il 6 marzo 2014 si è svolta la seconda edizione delle celebrazioni per la Giornata europea dei Giusti, coinvolgendo un sempre più alto numero di città italiane ed europee (Praga, Varsavia, Périgueux, Białystok, Sarajevo, San Marino). 
Gli eventi comprendevano mostre, piantumazioni di alberi, proiezioni di film a tema e incontri aperti alla cittadinanza.
Milano resta capofila delle celebrazioni, con l’evento di apertura al Giardino dei Giusti di tutto il mondo “Religiosi e laici un’unica responsabilità”. A Roma, presso la sala del mappamondo della Camera dei deputati, si svolse l’evento “Giusti dell’Umanità. Memoria del Bene e prevenzione dei genocidi”
In Italia, altre celebrazioni si sono tenute a: Busto Arsizio, Savignano sul Rubicone, Albairate, Bitonto, Bisceglie, Ferrara, Rimini, Brescia, Calvisano.

### 2015
La terza edizione, il 6 marzo 2015, ha visto la nascita di nuovi Giardini e il moltiplicarsi delle iniziative. Milano ha aperto le celebrazioni con l'annuale cerimonia al Giardino dei Monte Stella “Ieri e Oggi: i giusti sempre necessari”. Celebrazioni in Europa - a Varsavia, Sarajevo e Praga - e a Bruxelles, presso l’Europarlamento. Inoltre per la prima volta le celebrazioni con la partecipazione di Gariwo arrivano in Israele, precisamente a Neve Shalom-Wahat Salam, e presso la Ra’anana Open University of Israel.

### 2016
Il 6 marzo 2016 le celebrazioni ormai coinvolgono un gran numero di città sia in Italia che all’estero.
La tre giorni di Milano (6, 7 e 8 marzo) ha come tema portante le “Donne Giuste”: figure femminile che in tempi oscuri si sono prodigate per il bene. 
Molte celebrazioni anche in onore di Khaled al-Asaad, il custode di Palmira, brutalmente ucciso dalle milizie dell’Isis; a lui sono stati dedicati alberi e un murale presso lo spazio della Fabbrica del Vapore a Milano..

### 2017
A Milano, le celebrazioni del 6 marzo 2017 vertono sul tema dei “I Giusti del dialogo: l'incontro delle diversità per superare l’odio”. .
Numerosi i concerti organizzati per questa ricorrenza, come quello al Conservatorio di Milano con il Maestro Gaetano Liguori, o quello tenutosi a Vercelli in memoria dei Giusti e del campo di internamento di Ferramonti di Tarsia.
Prima cerimonia di dedica degli alberi anche al Giardino dei Giusti di Tunisi, sorto nel luglio 2016.
Iniziative ad Angera, Ravenna, Solaro, Perugia, Molfetta, Rimini, Torre de' Passeri, Pozzallo, Modena, Firenze, Assisi, Carpi, Orzinuovi, Benevento, Favara, Lamezia Terme, Taranto, Bitonto, Desenzano del Garda, Merano, Civita Castellana, Calvisano, Agrigento, Marsala e Campobasso.

## La Giornata dei Giusti dell'umanità
Il 30 gennaio 2014 è stata presentata alla Camera dei deputati, con prima firma di Milena Santerini, la proposta di legge per l'istituzione di una Giornata in memoria dei Giusti dell'umanità. L'obiettivo era quello di recepire, anche nell'ordinamento italiano, la Giornata europea dei Giusti del 6 marzo. 
Calendarizzata nel 2016, la legge è stata approvata dalla Camera il 26 luglio 2017, e al Senato il 7 dicembre 2017, diventando così solennità civile. 

## Comitato 6 marzo
L'approvazione della Dichiarazione Scritta da parte del Parlamento europeo non comporta nessun impegno da parte dell'Unione europea o dei singoli Stati membri affinché la festività venga concretamente celebrata. L'11 novembre 2013 Gariwo ha creato il “Comitato 6 marzo per le celebrazioni della Giornata Europea dei Giusti” per diffondere il senso della festività esplicitando il vincolo con i valori fondanti dell'identità europea e sostenere le iniziative spontanee in tutta Europa. Hanno aderito tra gli altri Leonardo Coen, Gherardo Colombo, Ferruccio De Bortoli, Giuliano Pisapia, Liliana Segre, Umberto Veronesi.

## Albero della Giornata europea dei Giusti
Per identificare le iniziative del 6 marzo è stato ideato e realizzato da Gariwo la foresta dei Giusti con la calligrafia di Marta Mapelli un albero formato dalle parole chiave relative alla giornata.